# Онфруа II де Торон
Онфруа II де Торон (фр. Onfroy II de Toron; около 1117 — 1179) — сеньор Торона и коннетабль Иерусалимского Королевства, сын Онфруа I де Торона.
Онфруа стал сеньором Торона до 1140 года, когда он женился на дочери Ренье Бруса, сеньора Банияса. Благодаря женитьбе Банияс был присоединён к Торону. Онфруа стал кастеляном Хеврона в 1149 году, когда Хеврон вошёл в королевский домен. В 1153 году он стал коннетаблем королевства, после того, как завершилась борьба Балдуина III и Мелисанды, и Балдуин стал полноправным правителем.
Онфруа потерпел поражение от Нур ад-Дина Махмуда под Баниясом в 1157 году и был осаждён в замке, пока Балдуин III не снял осаду. В этом же году Онфруа продал Банияс и Шатонёф госпитальерам (Шатонёф был захвачен Нур ад-Дином в 1167 году). Также в 1157 году он помог организовать свадьбу Балдуина III и Феодоры, племянницы византийского императора Мануила Комнина.
В 1173 году Онфруа снял осаду с Керака в Трансиордании, блокированного Нур-ад-Дином. В 1176 году его влияние при дворе уменьшилось, однако он сохранил должность коннетабля. В 1177 году титул лорд Хеврона был создан вновь и передан Рено де Шатильону, сеньору Трансиордании, а не Онфруа, по-прежнему бывшему кастеляном, этот случай продемонстрировал падение влияния Онфруа. Тем не менее, он был одним из сторонников Раймунда III, графа Триполи, регента при Балдуине IV. Раймонд, Онфруа и другие бароны, представлявшие местную знать, противостояли только что приехавшим, таким, как Рено де Шатильон и, позднее, Ги Лузиньян.
Онфруа вновь отстроил Шатонеф в 1179 году после нескольких серьёзных осад. Также в 1179 году он помог примирить госпитальеров и тамплиеров. Позже, в этом же году, он вместе с Балдуином IV атаковал небольшой отряд мусульман под Баниясом, спас жизнь королю, но получил смертельные раны и вскоре умер. Ему наследовал его внук Онфруа IV де Торон, сын Онфруа III и Стефаньи де Милли; Онфруа III был сыном от неизвестной первой жены и умер в 1173 году.

## Семья
- Первая жена — (имя неизвестно), дочь Ренье Бруса, лорда Банияса.
- После 1157 года Онфруа женился на Филиппе, сестре Боэмунда III, князя Антиохии, которая до этого была любовницей будущего императора Византии Андроником Комнином, кузена Мануила. Брак с Филиппой был бездетным.